# Placówka Straży Celnej „Lipnica Dolna”

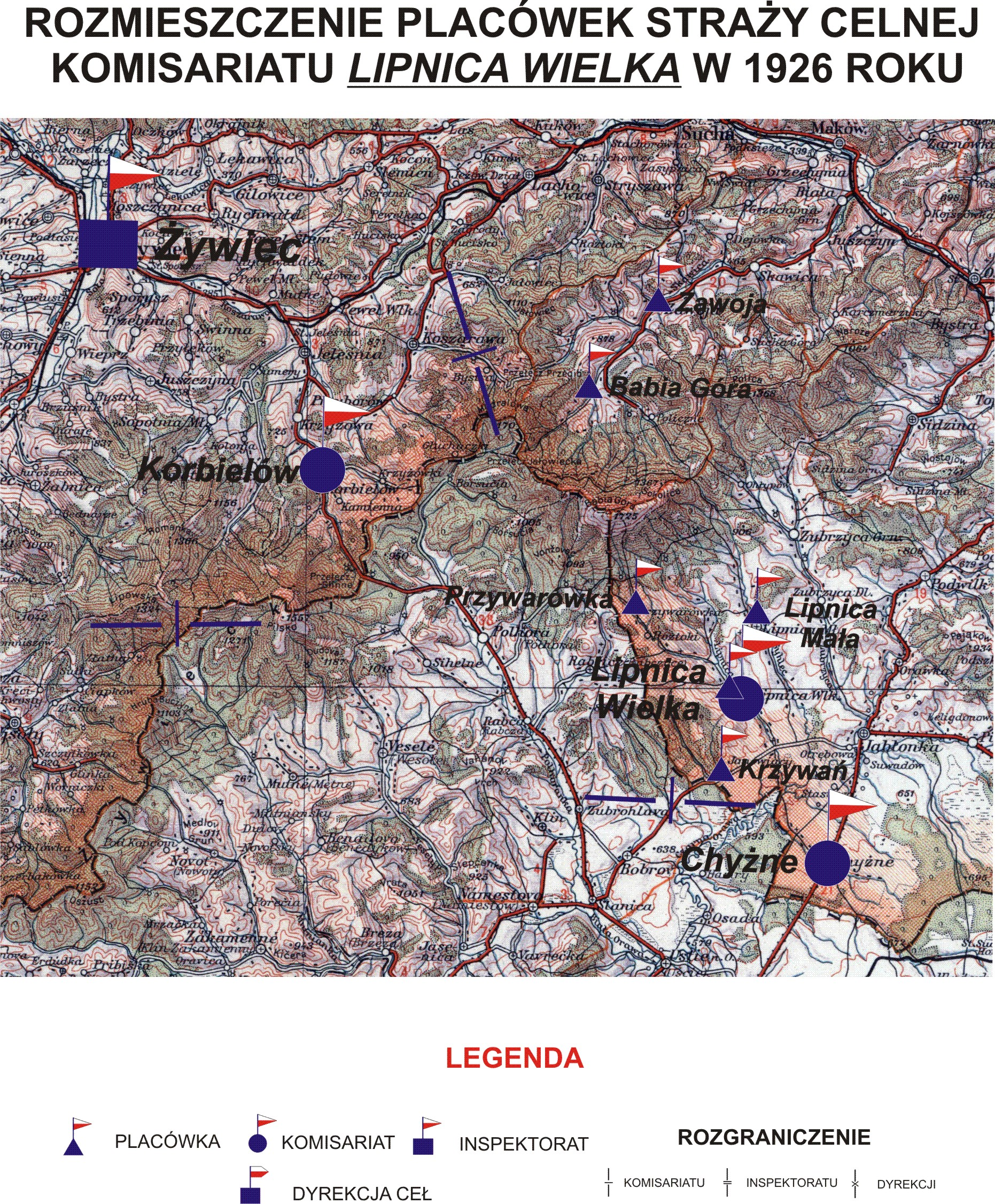
Rozmieszczenie placówek SC Komisariatu Lipnica Wielka w 1926

Placówka Straży Celnej „Lipnica Dolna” – jednostka organizacyjna Straży Celnej pełniąca w okresie międzywojennym służbę ochronną na granicy polsko-czechosłowackiej.

## Formowanie i zmiany organizacyjne
Na wniosek Ministerstwa Skarbu, uchwałą z 10 marca 1920 roku, powołano do życia Straż Celną. Jednostki Straży Celnej rozpoczęły przejmowanie odcinków granicy od pododdziałów Batalionów Celnych. W 1922 roku w Jabłonce stacjonował sztab 1 kompanii 8 batalionu celnego. Kompania wystawiała również placówkę w Lipnicy Dolnej. Proces tworzenia Straży Celnej trwał do końca 1922 roku. Placówka Straży Celnej „Lipnica Dolna” weszła w podporządkowanie komisariatu Straży Celnej „Lipnica Wielka” z Inspektoratu SC „Żywiec”.
W drugiej połowie 1927 roku przystąpiono do gruntownej reorganizacji Straży Celnej. W praktyce skutkowało to rozwiązaniem tej formacji granicznej. Ochronę północnej, zachodniej i południowej granicy państwa przejęła powołana z dniem 2 kwietnia 1928 roku Straż Graniczna.  W strukturach nowo powstałej formacji placówki „Lipnica Dolna” nie odtworzono.

## Funkcjonariusze placówki
Kierownicy placówki
| stopień    | imię i nazwisko, numer | okres pełnienia służby | kolejne stanowisko |
| ---------- | ---------------------- | ---------------------- | ------------------ |
| przodownik | Józef Wilk (1089)      | był w 1926             |                    |

Obsada personalna placówki w 1926:
- przodownik Józef Wilk (1089)
- starszy strażnik Roman Kmieciński (358)
- starszy strażnik Jan Piątek (380)
- strażnik Franciszek Elżbieciak (1747)
- strażnik Antoni Nosek (1626)
- strażnik Józef Kłos (810)
- strażnik Jan Firlet (1326)
- strażnik Jan Fajfur (1796)
- strażnik Stanisław Pęciak (2279)